# 92.º Regimiento Aéreo
El 92.º Regimiento Aéreo (92. Flieger-Regiment) fue una unidad de la Luftwaffe de la Alemania nazi.

## Historia
Fue formado en octubre de 1943 en Toul. Disuelto el 2 de septiembre de 1944.
- Plana Mayor/92.º Regimiento Aéreo/Nuevo
- I Batallón/92.º Regimiento Aéreo/Nuevo
- II Batallón/92.º Regimiento Aéreo/Nuevo
- III Batallón/92.º Regimiento Aéreo/Nuevo

Trasladado a Metz y a Belfort en septiembre de 1944.

## Comandantes
- Coronel Johannes Heinze - (octubre de 1943 - 26 de febrero de 1944)
- Coronel Erich Munske - (1 de mayo de 1944 - 16 de agosto de 1944)